# آندروهیبه آنتساهادینتا
آندروهیبه آنتساهادینتا (به لاتین: Androhibe Antsahadinta) یک منطقهٔ مسکونی در ماداگاسکار است که در آنالامانگا واقع شده‌است. آندروهیبه آنتساهادینتا ۳۲٫۶ کیلومتر مربع مساحت و ۱۰٬۴۳۴ نفر جمعیت دارد.